# Lista de episódios de Wendell & Vinnie

## Episódios
| # | Título                                                                     | Dirigido Por           | Escrito Por                      | Data de Estreia                                                      | Código de Produção | Audiência |
| --- | -------------------------------------------------------------------------- | ---------------------- | -------------------------------- | -------------------------------------------------------------------- | ------------------ | --------- |
| 01 | "Vinnie & Wendell" "Vinnie & Wendell"                                      | John Fortenberry       | Jay Kogen                        | 16 de fevereiro de 2013 9 de dezembro de 2013 6 de janeiro de 2014   | 101                | 2.3       |
| Vinnie é um guardião de seu sobrinho Wendell ,que tem doze anos. Vinnie tenta colocar para sua nova vizinha Taryn para fora, mas ela se recusa. Quando Wendell é intimidado na escola por causa de sua aparência intelectual, Vinnie tenta ajudá-lo ser mais popular, ensinando -o a andar de skate. Mas ,Vinnie se distrai enquanto conversava com Taryn, e Wendell se machuca. Wilma chega ao hospital para visitar seu sobrinho. O Serviço Social vem ao apartamento investigar o acidente e determinar se Vinnie é um bom guardião. Taryn o ajuda a preparar e cozinhar o jantar, mas eles fazem frango kung pao, que tem amendoim, a que Wendell é alérgico. Ele tem que ir para o hospital novamente. A inspetora do Departamento de Serviços Sociais vê os relatos de doze visitas recentes a sala de emergência, e quer levar Wendell longe de Vinnie e dar-lhe aos cuidados de Wilma, mas todos os três a imformam que Vinnie tinha sido o paciente para as visitas anteriores, então Vinnie continua guardião de Wendell . |                                                                            |                        |                                  |                                                                      |                    |           |
| 02 | "Quebrando Regras & Arranjando Encontros" "Rule Breakers & Date Makers"    | Adam Weissman          | Matt Fleckenstein                | 23 de fevereiro de 2013 17 de dezembro de 2013 13 de janeiro de 2014 | 106                | 2.4       |
| Para conseguir um encontro com a vice-diretora atraente de Wendell, Vinnie pede para ele fingir ser um aluno mau comportado. No entanto, Wendell ganha mais do que ele esperava quando ele é enviado para a detenção e, surpreendentemente, faz uma amiga. |                                                                            |                        |                                  |                                                                      |                    |           |
| 03 | "Falsa Lei & Ordem" "Mock Law & Order"                                     | John Fortenberry       | Steven James Meyer               | 2 de março de 2013 10 de dezembro de 2013 7 de janeiro de 2014       | 102                | 2.3       |
| Como parte de um projeto escolar destina-se a ajudar os alunos a aprender sobre argumentos, Wendell defende Goldilocks em um julgamento simulado, mas enquanto ele tenta encontrar a verdade e a justiça, todos Vinnie e Wilma fazer é ficar no caminho de sua busca. |                                                                            |                        |                                  |                                                                      |                    |           |
| 04 | "Abra & Cadabra" "Abra & Cadabra"                                          | Victor Gonzalez        | Andrew Hill Newman               | 9 de março de 2013 6 de janeiro de 2014 16 de janeiro de 2014        | 109                | 2.4       |
| Wendell quer fazer truques de mágica como um hobby, mas Vinnie não deixa, porque ele tem medo que ele irá falhar como Vinnie fez como um mágico amador mesmo. |                                                                            |                        |                                  |                                                                      |                    |           |
| 05 | "Namorados & Experiência Cultural" "Valentine's & the Cultural Experience" | Rob Schiller           | Steve Skrovan                    | 16 de março de 2013 16 de dezembro de 2013 10 de janeiro de 2014     | 105                | 2.1       |
| Wendell procura conselhos de Vinnie em pedir uma menina para ser sua namorada; Vinnie tem uma idéia sobre como abordar Taryn. |                                                                            |                        |                                  |                                                                      |                    |           |
| 06 | "Grandes Cachorros & Bicicletas" "Big Dogs & Bicycles"                     | Leonard R. Garner, Jr. | Steve Skrovan                    | 30 de março de 2013 7 de janeiro de 2014 17 de janeiro de 2014       | 110                | 1.4       |
| Vinnie e Wilma chegar competitivo ao mesmo tempo ajudar Wendell com uma escola de arrecadação de fundos, e eles ainda rebaixaria a usar estratagemas fraudulentos no processo. |                                                                            |                        |                                  |                                                                      |                    |           |
| 07 | "Wendell & A Festa Do Pijama" "Wendell & The Sleepover"                    | Rob Schiller           | Susan Beavers                    | 6 de abril de 2013 12 de dezembro de 2013 9 de janeiro de 2014       | 104                | 1.6       |
| Wendell tem uma festa do pijama e Vinnie tem que ajudá-lo com ele e ensiná-lo a se divertir. Enquanto isso, Wilma flerta com um dos pais e Taryn continua a fazer lanches saudáveis que Vinnie mantém jogando fora. |                                                                            |                        |                                  |                                                                      |                    |           |
| 08 | "Baseball & Péssimos Encontros" "Baseball & Bad Dates"                     | Jonathan A. Rosenbaum  | Harry Hannigan                   | 2 de maio de 2013 11 de dezembro de 2013 8 de janeiro de 2014        | 103                | 1.6       |
| Vinnie quer ensinar Wendell amar beisebol, mas não gosta de como Wendell gosta dos Yankees. |                                                                            |                        |                                  |                                                                      |                    |           |
| 09 | "Pais de Pais & Sons" "Fathers Of Fathers & Sons"                          | Victor Gonzalez        | Susan Beavers                    | 9 de março de 2013 10 de abril de 2014 por anunciar                  | 114                | 1.5       |
| O pai de Vinnie acredita que Lacy é uma má influência para Wendell, então ele diz-lhe para dizer Wendell para fazer alguns outros amigos, mas eles acabam sendo idiotas. |                                                                            |                        |                                  |                                                                      |                    |           |
| 10 | "Pick ups & Declives" "Pick Ups & Drop Offs"                               | Rob Schiller           | Harry Hannigan                   | 16 de maio de 2013 17 de abril de 2014 por anunciar                  | 117                | 1.3       |
| Wendell e Vinnie tentar participar de um pool de carro ostentoso na escola, mas a sua execução do teste não vai bem. Em outros lugares, Wilma convence Taryn para abrir um processo contra uma empresa de bebidas. |                                                                            |                        |                                  |                                                                      |                    |           |
| 11 | "O Holandês & Nós" "The Dutch & Us"                                        | Victor Gonzalez        | Elliott Owen                     | 23 de maio de 2013 19 de dezembro de 2013 15 de janeiro de 2014      | 108                | 1.5       |
| Wendell títulos com um novo aluno holandês, que, em seguida, Wendell valas para as crianças populares. No entanto, Vinnie encontra uma maneira de reunir os dois. |                                                                            |                        |                                  |                                                                      |                    |           |
| 12 | "Doente & Cansado" "Sick & Tired"                                          | Rob Schiller           | Matt Fleckenstein                | 30 de maio de 2013 5 de julho de 2014 por anunciar                   | 115                | 1.1       |
| O Vinnie não cuidar de um doente Wendell, e logo Vinnie se sente culpada por ter sido tão negligente. |                                                                            |                        |                                  |                                                                      |                    |           |
| 13 | "Achados & Perdidos" "Lost & Found"                                        | Jay Kogen              | Allan Rice                       | 6 de junho de 2013 1 de julho de 2014 por anunciar                   | 118                | 1.4       |
| Os caras encontre uma sacola e tentar localizar o seu proprietário, mas Wendell subestima habilidades de detetive do Vinnie. |                                                                            |                        |                                  |                                                                      |                    |           |
| 14 | "O Trapaceiro & O Vinnie" "Swindle & Vinnie"                               | Victor Gonzalez        | Jay Kogen                        | 13 de junho de 2013 24 de abril de 2014 por anunciar                 | 119                | 1.3       |
| O Wendell fica irritado e vende um item precioso de Vinnie sem saber seu valor total, então ele deve descobrir como recuperar o item. |                                                                            |                        |                                  |                                                                      |                    |           |
| 15 | "Vinnie & O Sapo" "Vinnie & The Toad"                                      | Rob Schiller           | Shawn Simmons                    | 18 de agosto de 2013 29 de janeiro de 2014 por anunciar              | 111                | 1.1       |
| Vinnie reúne-se com um velho amigo, o sapo, que tenta levá-los bilhetes para o herói de Vinnie Jack White. Enquanto isso, Wilma cuida de Wendell. |                                                                            |                        |                                  |                                                                      |                    |           |
| 16 | "Vinnie & Paixão Sem Limite" "Vinnie & The Man Crush"                      | Leonard R. Garner, Jr. | Laurie Parres                    | 25 de agosto de 2013 30 de abril de 2014 por anunciar                | 116                | 0.8       |
| Vinnie encontra o seu favorito autor de quadrinhos e pede Wendell para sair com o filho louco do autor. |                                                                            |                        |                                  |                                                                      |                    |           |
| 17 | "Mães & Jardins" "Of Mothers & Gardens"                                    | Adam Weissman          | Max Burnett                      | 1 de setembro de 2013 18 de dezembro de 2013 14 de janeiro de 2014   | 107                | 0.8       |
| Wendell pede Vinnie ajuda convencer o PTA para construir uma horta escolar; Vinnie e Wilma não medem esforços para cumprir Wendell e o sonho de sua mãe. |                                                                            |                        |                                  |                                                                      |                    |           |
| 18 | "Meninas Espertas & Caras Mudos" "Smart Girls & Dumb Guys"                 | Rob Schiller           | Chuck Hayward                    | 8 de setembro de 2013 2 de março de 2014 por anunciar                | 113                | 1.0       |
| Vinnie finge ser muito mais inteligente do que ele está a fim de impressionar uma mulher intelectual, e ele encontra-se sobre os itens de juvenis em seu apartamento, alegando que eles pertencem a Wendell. |                                                                            |                        |                                  |                                                                      |                    |           |
| 19 | "Do Wendell & Do Vinnie" "Wendell's & Vinnie's"                            | Victor Gonzalez        | Shawn Simmons                    | 15 de setembro de 2013 30 de janeiro de 2014 por anunciar            | 112                | 0.7       |
| Vinnie traz Wendell trabalhar esperando que ele vai adorar, mas em vez disso Wendell mudá-lo em tudo o que Vinnie odeia. Wilma leva aula de hip-hop de Taryn e descobre que ela é um sargento, estranhamente atraente Wilma de ganhar o seu respeito. |                                                                            |                        |                                  |                                                                      |                    |           |
| 20 | "Primeira Dança & Próxima Chance" "First Dances & Last Chances"            | Rob Schiller           | Max Burnett & Andrew Hill Newman | 22 de setembro de 2013 10 de julho de 2014 por anunciar              | 120                | 0.6       |
| Wendell assume o comando da comissão de dança na escola e planeja fazer o último evento memorável. Em outros lugares, Vinnie entra em contato com uma paixão antiga, e suas ações causam Taryn para vê-lo de forma diferente. |                                                                            |                        |                                  |                                                                      |                    |           |